# Route nationale 37 (Luxemburg)
Die Route nationale 37 – kurz N 37 – ist eine Nationalstraße bei Monnerich-Ehleringen im Kanton Esch/Alzette.
Sie fungiert als Anschlussrampe des CR 110 mit der Autoroute 13, aus diesem Grund hat die Nationalstraße auch nur eine Länge von ca. 550 m.

## Aktueller Verlauf (Stand 2. Oktober 2023)
Derzeit zweigt die N37 vom Chemin Repris 110 ab und führt dann über die Autoroute 3 um das Industriegebiet Ost anzubinden.